# Тійт Сокк
Тійт Сокк   (рос. Tiit Sokk, 15 листопада 1964) — радянський та естонський баскетболіст, олімпійський чемпіон.

## Виступи на Олімпіадах
| Олімпіада | Дисципліна | Місце |
| --------- | ---------- | ----- |
| Сеул 1988 | баскетбол  | 1     |

## Зовнішні посилання
- Досьє на sport.references.com [Архівовано 6 лютого 2012 у Wayback Machine.]

1. 1 2  FIBA database
2. 1 2 3 4  Eesti spordi biograafiline leksikon